# پاپهم، همپشر
پاپهم (به انگلیسی: Popham) یک روستا و محله مدنی در بریتانیا است که در Basingstoke and Deane واقع شده‌است.